# Jean II de Châtillon
Pour les articles homonymes, voir Jean de Châtillon.
 (avril 2012).
 (avril 2012).
Si vous disposez d'ouvrages ou d'articles de référence ou si vous connaissez des sites web de qualité traitant du thème abordé ici, merci de compléter l'article en donnant les références utiles à sa vérifiabilité et en les liant à la section « Notes et références ».
Jean de Châtillon (1283[réf. nécessaire]-1363), seigneur de Châtillon-sur-Marne, Gandelus, Troissy, Marigny et de la Ferté-en-Ponthieu (-lès-St-Riquier) du chef de sa femme, est grand queux de France, puis grand maître de France.

## Biographie
Il est le second fils de Gaucher V de Châtillon, comte de Porcien et connétable de France, et d'Isabeau de Dreux (1264-1300), princesse du sang royal de France, fille de Robert Ier (1217-1264), seigneur de Beu, vicomte de Châteaudun. Il est un membre de la Maison de Châtillon.
Jean de Châtillon est nommé parmi les exécuteurs testamentaire du roi Philippe le Bel, en 1314. Il représente le Grand Queux de France au sacre du roi Philippe de Valois, l'an 1328. 
Il accompagne Jean de France, duc de Normandie, lors de son voyage en Flandre, en 1340. Il défend la ville Tournai, assiégée par les Anglais, en 1341. En 1345, il achète les terres de Montceaux et de Saint-Jean-les-Deux-Jumeaux.
Jean de Châtillon est pourvu de la charge de grand maître de France en 1350. Il est présent à la bataille de Poitiers, en 1356.
Il meurt en 1363, fort âgé, et est inhumé dans l'église des Mathurins, au couvent de Cerfroy, près de Gandelu.

## Descendance
Jean de Châtillon se marie, en 1312, avec Eléonore de Roye (1295-1333/36) dame de La Ferté-en-Ponthieu (-lès-Saint-Riquier), de Dury et d'Yaucourt, fille de Mathieu II de Roye, seigneur de La Ferté-en-Ponthieu, et de Marguerite de Picquigny, dont :
- Gaucher de Châtillon, seigneur de Troissy, de La Ferté-en-Ponthieu et de Châtillon ;
- Jean de Châtillon, seigneur de Gandelu, de Dury et de Brumets, Lieutenant général ;
- Gaucher de Châtillon, seigneur de Dours, de Saint-Hillier (Saint-Hilaire ?) et de Douy (Douy ?), Conseiller et chambellan du roi Jean II de France, en 1363 ;
- Hugues de Châtillon, maître des requêtes de l'hôtel du roi, chantre de l'Église de Reims ;
- Jeanne de Châtillon, mariée à Gilles de Rodemack ;
- Isabelle de Châtillon, dame d'Orly-en-Brie et de Beauverger, mariée avec Guy de Laval, seigneur d'Attichy-sur-Aisne.

Jean II de Châtillon, veuf en 1336, se remarie le 13 octobre 1336 avec Isabeau de Montmorency, dame de Germaines (1310-1341), fille de Jean Ier, seigneur de Montmorency, et Jeanne de Calletot, dont :
- Charles de Châtillon (1338-1401), seigneur de Souvain et de Jonchery, chevalier, conseiller, chambellan du roi Charles VI de France, se trouve à la bataille de Roosebeke et au siège de Cassel (Nord), Grand Maître des Eaux et Forêts, Grand Queux de France, marié avec Jeanne de Coucy ;
- Jean de Châtillon, seigneur de Bonneuil ;
- Isabelle de Châtillon (1340-1413) mariée avec 1° Ogier VIII d'Anglure, puis 2° Simon VI ou III de Sarrebruck, damoiseau de Commercy ;
- Hugues de Châtillon.

Veuf en 1341, il se remarie avec Jeanne de Sancerre, comtesse douairière de Dammartin, fille du comte Jean II de Sancerre et Louise de Beaumez, dont :
- Jacqueline de Châtillon, mariée le 19 janvier 1382 avec Pierre d'Aumont, chevalier, seigneur d'Aumont, Méru, Chars, Neauphle-le-Château, et de Cramoisy (du chef de sa seconde femme ?). Il sera conseiller et premier chambellan du Roi, porte-oriflamme de France, capitaine de Neauphle-le-Château[5].

De nouveau veuf en 1354, il aurait épousé Marguerite de Roye, fille de Dreux de Roye.